# 砾玄参
砾玄参（学名：Scrophularia incisa）为玄参科玄参属下的一个种。

## 扩展阅读
- 維基物種上的相關：砾玄参